# Hermano da Silva Ramos
Hermano João “Nano” da Silva Ramos, född 7 december 1925 i Paris, är en fransk/brasiliansk racerförare. 

## F1-karriär
| Säsong | Stall/Tillverkare | Poäng | Placering |
| ------ | ----------------- | ----- | --------- |
| 1955   | Equipe Gordini    | 0     | -         |
| 1956   | Equipe Gordini    | 2     | 19        |